# وفاة غلوريا راميريز
غلوريا راميريز (بالإنجليزية: Death of Gloria Ramirez)‏ (11 يناير 1963 - 19 فبراير 1994) هي امرأة أمريكية أطلق عليها اسم «المرأة السامة» من قبل وسائل الإعلام؛ بسبب مرض العديد من العاملين بالمستشفى بعد التعرض لجسدها ودمها. وقد تم إدخالها إلى قسم الطوارئ بينما كانت تعاني من سرطان الرحم في مرحلة متأخرة. أثناء علاج غلوريا، أصيب العديد من العاملين في المستشفيات بالإغماء ووجدوا آخرين يعانون من أعراض مثل ضيق التنفس وتشنجات العضلات. احتاج خمسة عمال إلى الاستشفاء، وظل أحدهم في وحدة العناية المركزة لمدة أسبوعين. وهي من ريفرسايد بكاليفورنيا.
بعد وقت قصير من وصولها إلى المستشفى، توفيت غلوريا بسبب مضاعفات متعلقة بالسرطان. وقد اعتبرت الحادثة في البداية حالة هستيريا جماعية. اقترح تحقيق أجراه مختبر مختبر لورانس ليفرمور الوطني أن غلوريا كانت تستخدم ثنائي ميثيل سلفوكسيد بنفسها كعلاج للألم، والذي تحول إلى كبريت ثنائي ميثيل، وهو عامل ألكلة سامة ومسرطن للغاية من خلال سلسلة من التفاعلات الكيميائية في قسم الطوارئ. على الرغم من أن هذه النظرية قد تم إقرارها من قبل مكتب ريفرسايد كورونر ونشرت في مجلة الطب الشرعي الدولية، إلا أنها لا تزال محل نقاش في المجتمع العلمي.

## زيارة قسم الطوارئ
في الساعة 8:15 مساءً في مساء يوم 19 فبراير 1994، تم إحضار غلوريا التي تعاني من آثار سرطان عنق الرحم المتقدم، إلى قسم الطوارئ في مستشفى ريفرسايد العام بواسطة المسعفين. كانت مرتبكة للغاية وكانت تعاني من تسرع القلب وتنفس تشاين-ستوكس.
حقنها الطاقم الطبي بالديازيبام والميدازولام واللورازيبام لتهدئتها. عندما أصبح من الواضح أن غلوريا كانت تستجيب بشكل سيئ للعلاج، حاول الموظفون معالجة اضطرابات دقات القلب من خلال مزيل الرجفان. عند هذه النقطة، رأى العديد من الناس لمعانًا زيتيًا يغطي جسد غلوريا، ولاحظ البعض وجود رائحة شبيهة بالفواكه تشبه الثوم ظنًا أنها آتية من فمها. حاولت ممرضة مسجلة تدعى سوزان كين سحب الدم من ذراع غلوريا ولاحظت رائحة تشبه الأمونياك قادمة من الأنبوب.
تم تحويل الحقنة إلى جولي جورتشينسكي وهي طبيبة مقيمة، حيث لاحظت جزيئات مانيلا الملونة العائمة في الدم. عند هذه النقطة، أغمي على سوزان كين وتم إخراجها من الغرفة. بعد ذلك بوقت قصير، بدأت جولي جورتشينسكي تشعر بالغثيان. وشكت بأنها مصابة بدوار، ثم غادرت غرفة الصدمات وجلست في مكتب الممرضة. سألها أحد الموظفين عما إذا كانت بخير، ولكن قبل أن تتمكن من الإجابة، أغمي عليها أيضاً. كانت الطبيبة مورين ويلش أخصائية في الجهاز التنفسي تساعد في غرفة الصدمات الثالثة. حيث خرجت منها ثم أُمرت الطاقم بإخلاء جميع مرضى قسم الطوارئ إلى موقف السيارات خارج المستشفى. بشكل عام، أصيب 23 شخصًا بالمرض وتم نقل خمسة إلى المستشفى.بقي طاقم من الهيكل العظمي وراء تثبيت غلوريا. في الساعة 8:50 مساء، بعد 45 دقيقة من الإنعاش القلبي الرئوي وإزالة الرجفان، أعلن عن وفاتة غلوريا بسبب الفشل الكلوي المرتبط بسرطانها.

### تحقيق
استدعى قسم الصحة بالمقاطعة وزارة الصحة والخدمات البشرية الأمريكية في كاليفورنيا، والتي وضعت عالمين هما د.أنا ماريا أوسوريو وكيرستن والر في القضية. في 19 فبراير قاموا بإجراء مقابلات مع 34 من العاملين بالمستشفى، خاصة من يعملون في قسم الطوارئ. باستخدام الاستبيان الموحد، وجدت أوسوريو ووالر أن الأشخاص الذين أصيبوا عانوا من أعراض حادة مشتركة، مثل فقدان الوعي وضيق التنفس وتشنج العضلات. كان الأشخاص الذين عملوا على بعد قدمين من غلوريا يتعاملون مع خطوطها الوريدية في خطر كبير. لكن العوامل الأخرى التي ترتبط بأعراض حادة لم يبدو أنها تتطابق مع سيناريو إطلاق الأبخرة: فقد وجد الاستطلاع أن المصابون كانوا من النساء أكثر من الرجال، وأنهم جميعهم يخضعون لفحوص دم طبيعية بعد التعرض. كانوا يعتقدون أن عمال المستشفى عانوا من هستيريا جماعية.

### الدور المحتمل من ثنائي ميثيل سلفوكسيد
نفت جورشينسكي أنها قد تضررت من هستيريا جماعية وأشارت إلى تاريخها الطبي كدليل. بعد التعرض، أمضت أسبوعين في وحدة العناية المركزة مع مشاكل في التنفس. طورت جورشينسكي التهاب الكبد والنخر اللاوعائي في ركبتيها. اتصل مكتب ريفرسايد كورونر بمختبر لورانس ليفرمور الوطني للتحقيق في الحادث. افترض معامل ليفرمور أن غلوريا كانت تستخدم ثنائي ميثيل سلفوكسيد (DMSO)، وهو مذيب يستخدم كمزيل قوي، وعلاج منزلي للألم. مستخدمو هذه المادة يذكرون أن له طعمًا يشبه الثوم.تباع على شكل هلام في مخازن الأجهزة، ما يمكن أن يفسر المظهر الدهني لجسم غلوريا أيضاً. افترض علماء جامعة ليفرمور أن DMSO في جسم غلوريا ربما قد تراكم بسبب انسداد في البول بسبب الفشل الكلوي. كان الأكسجين الذي يديره المسعفون الطبيون قد اقترن مع DMSO لتكوين ميثيل سلفونيل الميثان(DMSO2). من المعروف أن (DMSO2) يتبلور في درجة حرارة الغرفة، وقد لوحظت البلورات في دم غلوريا المسحوبة. يمكن أن تؤدي الصدمات الكهربائية التي تتم إدارتها أثناء عملية إزالة الرجفان في حالات الطوارئ إلى تحويل (DMSO2) إلى كبريتات ميثيل (DMSO4)، وهو إستر ثنائي ميثيل السامة من حامض الكبريتيك، والذي يمكن أن يسبب بعض الأعراض المبلغ عنها لموظفي قسم الطوارئ.افترض علماء ليفرمور في كتاب "The New Detectives" أن التغير في درجة حرارة الدم الذي تم سحبه، من 98.6 درجة فهرنهايت (37 درجة مئوية) من جسم غلوريا إلى 64 درجة فهرنهايت (18 درجة مئوية) من قسم الطوارئ، ربما يكون قد ساهم بتحويلها من (DMSO2) إلى DMSO4. ومع ذلك لم يتم تأكيده.

### الاستنتاج البديل والدفن
بعد شهرين من وفاة غلوريا، تم إرسال جسدها المتحلل لإجراء تشريح مستقل ومن ثم دفنه. وقد أشاد مكتب ريفرسايد كورون بمؤتمر ليفرمور (DMSO) باعتباره السبب المحتمل لأعراض العاملين في المستشفيات، في حين أن عائلتها لم توافق على ذلك. لم يتمكن أخصائي علم الأمراض من تحديد سبب الوفاة لأن قلبها كان مفقوداً، وكانت أجهزتها الأخرى ملوثة بالبرازي، وكان جسمها متحللاً للغاية. في 20 أبريل 1994 - بعد عشرة أسابيع من وفاتها - تم دفن غلوريا راميريز في حديقة أليف وود التذكارية في ريفرسايد.

### حالة التحليل التقني للطب الشرعي
التفسير الكيميائي المحتمل لهذا الحادث لباتريك إم جرانت من مركز ليفرمور للطب الشرعي، بدأ يظهر في الكتب المدرسية الأساسية للطب الشرعي. في كتاب هيوك وسيغل، يرى المؤلفان أنه على الرغم من وجود بعض نقاط الضعف، فإن السيناريو المفترض هو «أكثر تفسير علمي حتى الآن» وأن «ما وراء هذه النظرية، أنه لم يتم تقديم تفسير موثوق به لحالة غلوريا راميريز الغريبة.»
تم تقييم استنتاجات جرانت والتكهنات حول الحادث من قبل علماء الطب الشرعي المحترفين، والكيميائيين، وعلماء السموم، وتمت مراجعتها من قبل المنظرين في مجلة معتمدة، تم نشرها بواسطة Forensic Science International. كانت الورقة الأولى مفصلة للغاية من الناحية الفنية، وفي الواقع أعطت اثنين من آليات التفاعل الكيميائي المحتملة التي ربما تكون قد شكلت ثنائي ميثيل سلفات من ثنائي ميثيل سلفوكسيد وسلائف ثنائي ميثيل سلفون. أعطت الرسالة الثانية دعمًا إضافيًا للسيناريو الكيميائي المفترَض بالإضافة إلى نظرة ثاقبة على علم الاجتماع والمصالح الراسخة المتأصلة في القضية.
مع ذلك، فقد خضعت نظرية ثنائي ميثيل سلفوكسيد للتدقيق في المجتمع العلمي لعدة أسباب، والسبب الرئيسي هو أنه لا يمكن تكرار توليد الكبريت ثنائي الميثيل المقترح في التجارب المعملية. والأعراض التي تظهر من قبل أعضاء التمريض الذين مرضوا في وقت رعاية غلوريا لا تتفق مع التعرض لثنائي ميثيل الكبريتات. سبب آخر هو أن نظرية كبريتات ثنائي ميثيل غير محتملة في أن الرائحة التي يلاحظها الموظفون قد وصفت بأنها «أمونيكال»، ولكن توصف كبريتات ثنائي ميثيل بأنها تحتوي على رائحة خافتة تشبه رائحة البصل.
اقترح أحد الأدباء إنتاج أحادي كلورامين السام بسبب خلط البول مع مادة التبييض في حوض قريب. هذه الفرضية كانت تُقترح سابقاً على المحققين والموظفين الطبيين المتورطين في الحادث، لم ينظر إليها من جميع المعنيين. تم توثيق الآثار الضارة لهذا الغاز في مجلة نيو انغلاند للطب.تناول جرانت لاحقاً سيناريو الكلورامين هذا في رده عام 1998، ووجد أنه لم يقترب من ملائمة الحادث.

## التلفاز
كانت وفاة غلوريا راميريز أساسًا لمشهد في حلقة واحدة من المسلسل التلفزيوني الأمريكي الملفات الغامضة («قارورة ارلينماير»)،حلقة من المسلسل التلفزيوني الأمريكي غريز أناتومي، وهي جزء من «المباحث الجديدة» ديسكفري كوميونيكيشنز على قناة اكتشاف التحقيق، حلقة ثالثة للموسم غريب أم ماذا؟، مقطع "Stink Bomb" من فيلم الرسوم المتحركة ميمورايز، حلقة من قانون ونظام، حلقة من ون ويست ويكيكي، وموسم 15 حلقة من مسلسل إن سي آي إس. كما تم استخدامه في مقطع في برنامج تلفزيوني لقناة السفر، أسرار المتحف.